# Symmetri
Symmetri är egenskapen hos ett objekt att se likadant ut efter att ha på något sätt vridits eller vänts på. Ordet avser oftast i dagligt tal spegelsymmetri, men kan också avse oföränderlighet om man roterar eller flyttar objektet. Dess motsats är asymmetri. Symmetri är ett väldefinierat begrepp inom modern vetenskap, där det intar en mycket viktig roll.
Ett enkelt exempel på ett objekt med hög symmetri är en perfekt sfär, som är symmetrisk under all rotation, liksom spegling i plan som skär dess mittpunkt. Den är däremot inte symmetrisk under translation (förlyttning) – man ser skillnad på om sfären befinner sig på en viss plats, mot om den flyttas en meter i någon riktning. Sätter man ett litet märke på sfären någonstans bryts symmetrierna: man kan inte längre rotera eller spegla sfären hursomhelst utan att det syns (rotation runt axeln som går igenom märket är dock fortfarande möjligt, liksom spegling i ett plan som innehåller denna axel). 

## Geometri

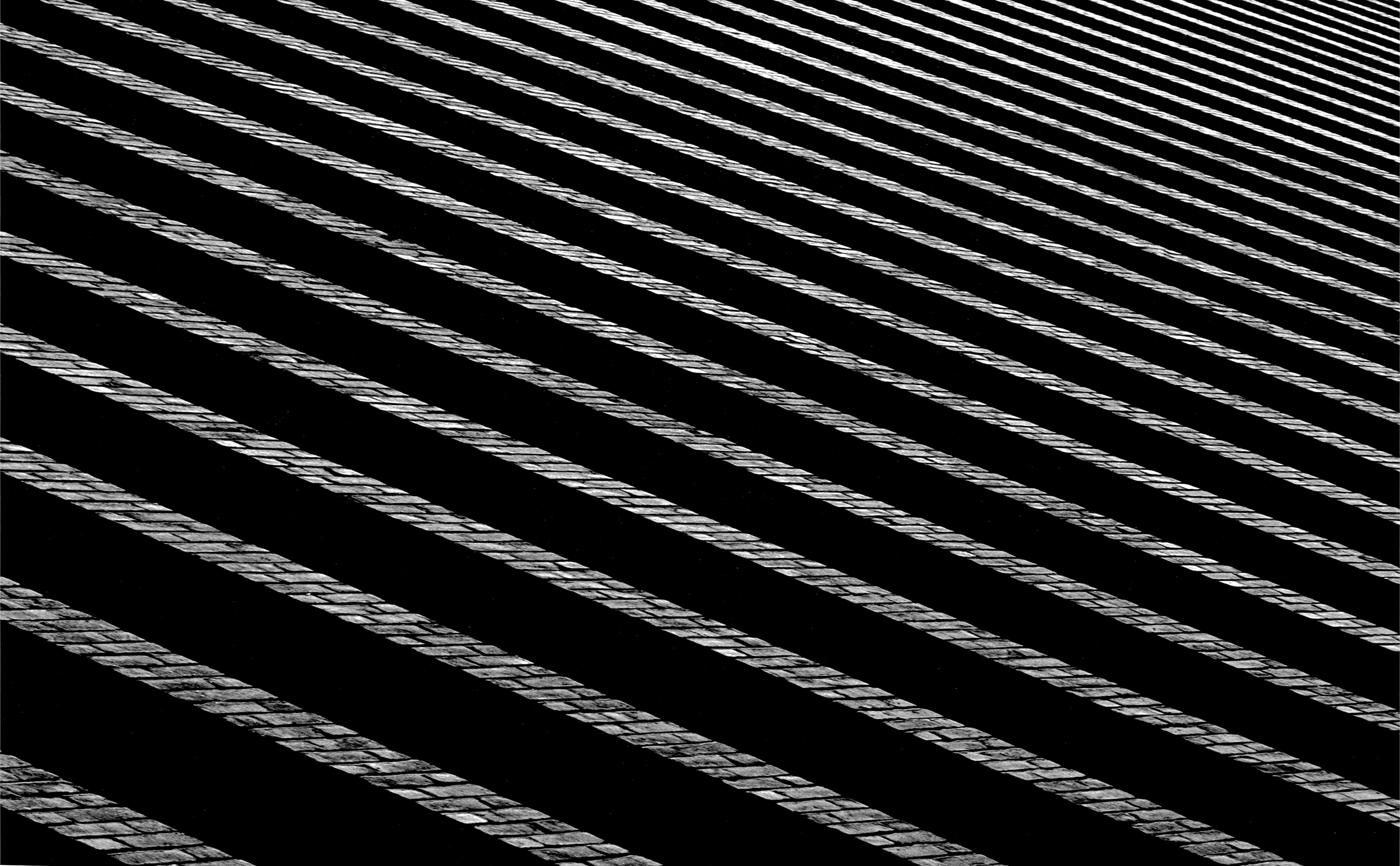
Symmetriskt murade tegelväggar.

Byggnadskonst uppvisar ofta spegelsymmetrisk konstruktion. Det förekommer bland annat inom islamisk arkitektur, kinesisk arkitektur och europeisk palladianism.
Mer allmänt är det en egenskap hos ett fysikaliskt system eller objekt, där en viss geometrisk karakteristik bevaras av en operation. Som exempel kan ges rotationssymmetri, varvid ett objekt inte förändras för en betraktare, då objektet roteras. En perfekt sfär eller ett perfekt klot är rotationssymmetriska i rummet, det vill säga man kan vrida och vända på dessa objekt hur man vill, utan att de förändrar sina egenskaper för en betraktare. En (plan) kvadrat är symmetrisk för vissa vridningar och rotationer, till exempel alla vridningar runt mittpunkten som är en multipel av {\displaystyle \pi /2} radianer (90 grader).

## Matematik
Symmetribegreppet omfattar inte bara enkla geometrier i rummet utan även i tiden och kan inom matematiken avse struktur. Där studeras det inom algebran, särskilt inom gruppteorin. Den symmetriska gruppen (som beskriver de permulationerna av {\displaystyle n} element) har en avsevärd komplexitet i och med att den innehåller den alternerande gruppen {\displaystyle A_{n}} (alla jämna permutationer) och den dihedrala gruppen {\displaystyle D_{n}} (vridningarna av en {\displaystyle n}-gon). Här är Liegrupper av särskilt intresse inom fysiken. Dessa och differentierbara mångfalder studeras med Liealgebra. Zorns lemma i mängdläran behandlar likaså fall med antisymmetri.
En ekvivalensrelation i matematiken är en binär relation, som bland annat är symmetrisk.
Normalfördelningen inom sannolikhetsteori är den absolut viktigaste statistiska fördelningen. En normalfördelad variabel antar värden som ligger symmetriskt kring medelvärdet.

## Fysik
Inom fysiken intar symmetrier en central roll via Noethers sats, som säger att varje symmetri motsvarar en konserveringslag, som leder till att många fundamentala lagar inom fysiken baseras på symmetrier. Sådan invarians är till exempel rörelsemängdens bevarande, energins bevarande eller rörelsemängdsmomentets bevarande exempel på rumslig, tidsmässig respektive rotationell symmetri.
En förmodad ursprunglig balans mellan vanlig materia och antimateria anses inte ha varit fullständig. Denna lilla asymmetri som ledde till att materia nu synes dominera i kosmos, kan bero på att ett så kallat spontant symmetribrott inträffat.
Supersymmetri inom teoretisk fysik avser en relation mellan fermioner och bosoner som tilldelar var och en en symmetrisk superpartner. Så är supergravitation en typ av kvantfältteori, där supersymmetri introduceras i den allmänna relativitetsteorin för att skapa en partikelmodell som standardmodellen. 
Piezoelektricitet uppkommer i kristaller som saknar symmetricentrum. I en piezoelektrisk kristall är positiva och negativa laddningarna separerade men symmetriskt distribuerade, så att kristallen är elektriskt neutral. När man pressar mot materialet förstörs denna symmetri, vilket alstrar en spänning. Materialet har även den omvända egenskapen att deformeras, när en elektrisk spänning läggs på.

## Kemi
Reversibilitet innebär att en händelse kan äga rum "baklänges", att den är symmetrisk i tiden. Inom kemi och fysik betecknar ordet att en reaktion är omvändbar, dubbelriktad.
Kiralitet, hänthet, är en symmetriegenskap som är viktig bland annat inom kemin. Ett objekt eller system kallas kiralt, om det skiljer sig åt från sin spegelbild, som en högerhand från en vänsterhand. Ett kiralt föremål behöver inte vara asymmetriskt (sakna symmetrielement), men får inte ha andra symmetrielement än en symmetriaxel cn.
Aromaticitet är en egenskap hos vissa kemiska föreningar, bland annat aromatiska kolväten. Av ett antal kriterier, som en förening ska uppfylla för att vara aromatisk, gäller att den är cyklisk, för att få hög symmetri och degenererade orbitalnivåer.

## Biologi
Standardiserade anatomiska termer för läge används för bilateria, djur med bilateral symmetri. Primitiva former av så kallade Rugosa koraller visar till exempel bilateral symmetri, men denna kan vara maskerad i mer avancerade former.